# Gouvernement Sagasta (6)
Le sixième gouvernement Sagasta  est le gouvernement du royaume d'Espagne en fonction du 4 octobre 1897 au 4 mars 1899.
Il s'agit du troisième gouvernement de la Restauration présidé par Sagasta, leader du Parti libéral fusionniste. Il suit un gouvernement conservateur éphémère présidé par Marcelo Azcárraga Palmero, formé à la suite de l'assassinat d'Antonio Cánovas del Castillo, leader historique du parti, en août 1987. 
Il est marqué par la défaite de l'Espagne contre les États-Unis dans la guerre hispano-américaine.

## Histoire
La défaite contre les États-Unis (le « désastre de 98 » dans l'historiographie espagnole) signifie la perte des dernières colonies. Elle ébranle profondément l'opinion et déclenche sentiment de frustration et de pessimisme généralisé dans la société, sans toutefois se traduire par un changement politique.
La débâcle donne lieu à l'émergence du régénérationnisme au tournant du siècle, courant idéologique hétérogène qui mène une réflexion sur la nation espagnole et essaie de remédier à la décadence de l'Espagne.
En mars 1899, le nouveau leader conservateur Francisco Silvela prend la tête du gouvernement, au soulagement de Sagasta, considérablement affaibli et politiquement usé à la suite de la défaite à Cuba. Silvela se fait l'écho des demandes régénérationnistes de la société et du système politique — il qualifia lui-même l’Espagne de pays « sans pouls » — en menant une série de réformes. Secondé par son ministre de la Guerre, le général Polavieja, il défend « une formule de régénération conservatrice qui essayait de sauvegarder les valeurs de la patrie dans un moment de crise nationale ».